# Intel Turbo Boost

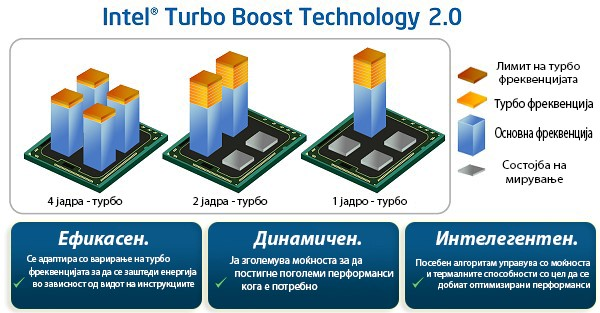
Intel Turbo Boost Technology 2.0

Intel Turbo Boost és el nom comercial d'Intel per a la funció d'escala de freqüència dinàmica de les unitats de processament central (CPU) que augmenta automàticament certes versions de la seva freqüència de funcionament quan s'executen tasques exigents, permetent així un rendiment resultant més alt.
La freqüència s'accelera quan el sistema operatiu demana l'estat de rendiment més alt del processador. Els estats de rendiment del processador es defineixen per l'especificació de la interfície d'alimentació i configuració avançada (ACPI), un estàndard obert compatible amb tots els sistemes operatius principals; no cal cap programari ni controladors addicionals per donar suport a la tecnologia. El concepte de disseny darrere de Turbo Boost es coneix habitualment com "overclocking dinàmic".
Quan la càrrega de treball del processador requereix un rendiment més ràpid, el rellotge del processador intentarà augmentar la freqüència de funcionament en increments regulars segons sigui necessari per satisfer la demanda. L'augment de la freqüència de rellotge està limitat per la potència, el corrent i els límits tèrmics del processador, el nombre de nuclis que s'utilitzen actualment i la freqüència màxima dels nuclis actius.
Els processadors habilitats per Turbo-Boost són les sèries Core i3, Core i5, Core i7, Core i9 i Xeon fabricades des del 2008, més concretament, els basats en el Nehalem, i posteriorment microarquitectures.

## Suport a totes les CPU
Els augments de freqüència es produeixen en increments de 133 MHz per a processadors Nehalem i 100 MHz per als processadors Sandy Bridge, Ivy Bridge, Haswell i Skylake. Quan es superen els límits elèctrics o tèrmics, la freqüència de funcionament disminueix automàticament en decrements de 133 o 100. MHz fins que el processador torni a funcionar dins dels seus límits de disseny. Turbo Boost 2.0 es va presentar el 2011 amb la microarquitectura Sandy Bridge, mentre que Intel Turbo Boost Max 3.0 es va presentar el 2016 amb la microarquitectura Broadwell-E.
Una característica de Turbo Boost 2.0 és que va introduir finestres de temps amb diferents nivells de límits de potència, de manera que un processador pot augmentar a una freqüència més alta durant uns segons. Aquests límits es poden configurar al programari per a processadors desbloquejats. Alguns venedors de plaques base utilitzen intencionadament valors superiors als valors predeterminats d'Intel per al rendiment, cosa que fa que el processador superi la seva potència de disseny tèrmic (TDP).
Alguns processadors Intel Core X i alguns processadors Intel Core més nous (per exemple, 10th Gen Desktop Core i7) admeten la tecnologia Intel Turbo Boost Max 3.0. La versió més recent de Windows 10 i el nucli de Linux admeten la tecnologia Intel Turbo Boost Max 3.0.